# Othelais tesselata
Othelais tesselata là một loài bọ cánh cứng trong họ Cerambycidae.